# Блещунов, Александр Владимирович
Блещунов, Александр Владимирович (25 августа 1914, Харьков — 21 мая 1991, Одесса) — советский альпинист, исследователь, коллекционер. Родоначальник одесского альпинизма. Основатель единственного на Украине музея личных коллекций.

## Биография
Родился 1914 году в Харькове. В 1932 году получил специальность техника-химика в Одесском техникуме консервной промышленности. В 1939 году окончил Одесский институт инженеров водного транспорта.
В 1936 году Блещунов организовывает при Одесском областном комитете физкультуры и спорта секцию альпинизма. Ныне именно это событие отмечается как рождение одесского альпинизма. Блещунов становится первым председателем секции и с небольшими перерывами руководит её более 30 лет. За эти годы под его началом проходят альпинистские сборы и научно-спортивные экспедиции в Крым, Карпаты, на Кавказ и Памир.
В 1939 году организует первую Одесскую альпиниаду. В 1940 году — научно-спортивную экспедицию на Памир, в ходе которой были собраны ценные сведение о физиологии человека и растений на высоте 6 тыс. м. Помимо этого, члены экспедиции пересекли хребет Академии Наук и открыли верховья ледника Бивачного, благодаря чему было расширенно знания о географии горного района. Начало Великой Отечественной войны прервала подготовку ко второй исследовательской экспедиции на Памир.
Блещунов участвовал в боях под Сталинградом, при захвате Берлина и освобождении Праги и многих других. Его заслуги были отмечены 5-ю орденами: Отечественной войны I степени, тремя орденами Отечественной войны II степени, орденом Красной Звезды, и 10 медалями.
После войны Блещунов занялся строительством крупных научно-исследовательских объектов в Армении, а именно: высокогорной научной лаборатории на горе Арагац и кольцевого электронного усилителя. После возвращения в Одессу, Блещунов до 1974 года руководит проблемной лабораторией Одесского института холодильной промышленности.
Вместе с альпинизмом Блещунов увлекался коллекционированием предметов искусства. 28 января 1989 по его инициативе и при содействии Одесского горисполкома и мэра города Валентина Константиновича Симоненко, также известного альпиниста и воспитанника Александра Владимировича, был открыт первый и единственный на Украине муниципальный музей личных коллекций, носящий в настоящее время имя его создателя.
До конца жизни был директором музея.
Умер 21 мая 1991 года в Одессе.

## Память
На доме, где он жил (улица Польская, д. 19), установлена мемориальная доска. Именем Блещунова назван пик и перевал на Памире.